# Elatha
Nella mitologia irlandese Elatha o Elathan (... – ...) era un principe dei Fomori ed il padre, assieme ad Ériu dei Túatha Dé Danann, di Bres.

## Vita
Elatha era figlio di Dalbaech e re dei Fomori; un giorno, quando vide Ériu, le si presentò su un vascello d'argento con l'apparenza di un bel giovane dai capelli biondi e con vestiti e cinque torques d'oro, abbandonandola poi in lacrime. Ebbe dalla dea il figlio Bres, a cui fu dato un anello che Elatha aveva lasciato a Ériu.
Durante la seconda battaglia di Mag Tuired egli partecipò al fianco dei Fomori prendendosi cura di Uaithne, l'arpa magica del Dagda. Si racconta che avesse anche un grande senso dell'umorismo e dell'onore.
Secondo il Lebor Gabála Érenn Elatha era anche padre di Dagda stesso, di Ogma, un figlio chiamato Delbaeth ed Elloth; probabilmente la loro madre, basandosi sul matronimico Mac Ethliu di Ogma, era Ethne, che fu anche madre di Lúg. Questa discendenza ha comunque alcuni contrasti con altre fonti.